# Ateliers et chantiers de France
Les Ateliers et Chantiers de France est une société de construction navale créée en 1899 à Dunkerque en France par Léon Herbart, alors président de la Chambre de Commerce. La direction du chantier est donnée à Edouard Bernheim, gendre de Camille Sée. Rebaptisés Ateliers et chantiers de Dunkerque et Bordeaux (France-Gironde) en 1960 après leur fusion avec les chantiers de Bordeaux et leur passage sous le contrôle du groupe Schneider, ils devinrent Ateliers et Chantiers de France-Dunkerque après la fermeture de Bordeaux en 1967.

## Histoire
Créés à proximité du port de Dunkerque, peu après une grande opération de modernisation de celui-ci, les chantiers de Dunkerque s'inscrivent dès l'origine comme un élément de l'industrialisation de la ville dont ils deviennent la principale entreprise, employant entre 2 000 et 2 500 salariés et un nombre important de sous-traitants.
Le chantier naval dunkerquois fut créé pour pallier le manque de place pour la construction de navires de la Marine Marchande, les chantiers navals français étant occupés avec la construction de navires de guerre.
À cette époque, les armateurs français se dirigeaient vers l'Angleterre où les prix étaient plus avantageux, et la livraison rapide. C'est ce marché que les "Ateliers et Chantiers de France" veulent conquérir.
Les débuts ne sont pas florissants, seuls 4 "Mâts barques" sont construits pour la maison Bordes, dont le port d'attache est Dunkerque. Le chantier se lance alors dans la construction de chalutiers mais, ne possédant pas d'atelier de chaudière, ces derniers doivent se rendre en remorque jusqu'au Havre pour en être équipés.
La situation change avec une grosse commande de cargo enregistrée pour la "Société Navale de l'Ouest", obligeant le chantier à développer son atelier de chaudière. Dès lors, grâce à son ingénieur en chef, "Henry Boyd", originaire d'Irlande, les chantiers lanceront leurs navires entièrement équipés et prêt à naviguer. Une prouesse pour l'époque.
La Première Guerre mondiale touche durement les chantiers qui sont sous le feu ennemi, la pénurie de main-d'œuvre et de matières premières handicape la construction. Comme d'autres chantiers navals, ils se lancent alors dans la fabrication de munitions, de blindage de véhicules, tout en maintenant une partie de leur programme de construction.
Les "Ateliers et Chantiers de France" vont lancer le plus grand pétrolier du monde, L'Émile Miguet. C’est Madame Miguet, veuve d’un ancien directeur de la Compagnie Française de Raffinage, filiale de la CNP, qui baptisera le navire le 12 avril 1937.
Le chantier résiste autant qu'il le peut à la crise des années vingt mais finit par se résigner en demandant des commandes au Ministère de la Guerre. À partir de là, le chantier va construire des Contre-torpilleurs, des Avisos, des transports de pétrole, des chasseurs… jusqu'aux premières heures de l'opération Dynamo et le bombardement de Dunkerque. 
En 1940, ils disposent de quatre cales de construction de 180 m de long.
La Marine nationale avait commandé en 1937-1938 aux "Ateliers et Chantiers de France" quatre pétroliers rapides. La Saône, La Seine, La Liamone et La Medjerda. Les deux premiers furent mis sur cale en 1939 et les occupants allemands firent poursuivre leurs constructions sans toutefois être achevés. Ils furent sabordés en mai 1945, remis en état après-guerre, et sont finalement lancés en 1948. Les deux derniers ne furent jamais mis sur cale.
Le paquebot Flandre commandé par la Compagnie générale transatlantique, lancé en 1951, fut construit à Dunkerque.
Le paquebot mixte MS Pasteur, commandé par la Compagnie des messageries maritimes en 1964, lancé le 2 juin 1966 et livré à l'armateur le 28 octobre 1966 après essais en mer et recette, est le dernier paquebot construit à Dunkerque.
Le chantier a également construit des dragues, des pétroliers, des vraquiers, des méthaniers…
Le dernier ayant quitté le chantier est le Train-Ferry Nord Pas-de-Calais en 1988.